# Штаден, Николай фон
Николай Яковлевич фон Штаден (писался также Фанштаден) — русский генерал-майор (1677), участник русско-польской (1654—67) и русско-турецкой (1672—81) войн.

## Биография
Родом из прибалтийских немцев. 
Прибыл в Россию, вероятно, в начале 50-х годов, участвовал в русско-польской войне 1654-67 годов в чине полковника солдатского полка, в кампании 1658 года служил в Киеве под началом боярина и воеводы В. Б. Шереметева, отличился при обороне Киева от «черкас» Д. Выговского. В 1660 году участвовал в Чудновском походе.
В 1671 году направлен с дипломатическим поручением в Курляндию, Пруссию и Стокгольм, имея задание А. С. Матвеева нанять мастеров и музыкантов на царскую службу. Далее участвовал в русско-турецкой войне 1672-81, в 1677 году «за службы, раны и полон» получил чин генерал-майора. Желая оставаться на русской службе, перешёл в православие.